# Burton Richter
Pour les articles homonymes, voir Richter.
Burton Richter (22 mars 1931 à New York – 18 juillet 2018 à Palo Alto en Californie), est un physicien américain.
Samuel Ting et lui sont colauréats du prix Nobel de physique de 1976 « pour leurs travaux pionniers qui ont mené à la découverte d'une nouvelle particule élémentaire lourde ». Il s'agit du méson psi qui apporta la preuve de l'existence du quark charm.

## Biographie
Avec plusieurs scientifiques (James Hansen, Ken Caldeira, Tom Wigley et Kerry Emanuel), Burton Richter a pris position pour un développement massif de l'énergie nucléaire pour contrer le changement climatique.

## Distinctions
En 2012, Burton Richter est récompensé du Prix Enrico Fermi.